# Svenska pappersindustriarbetareförbundet

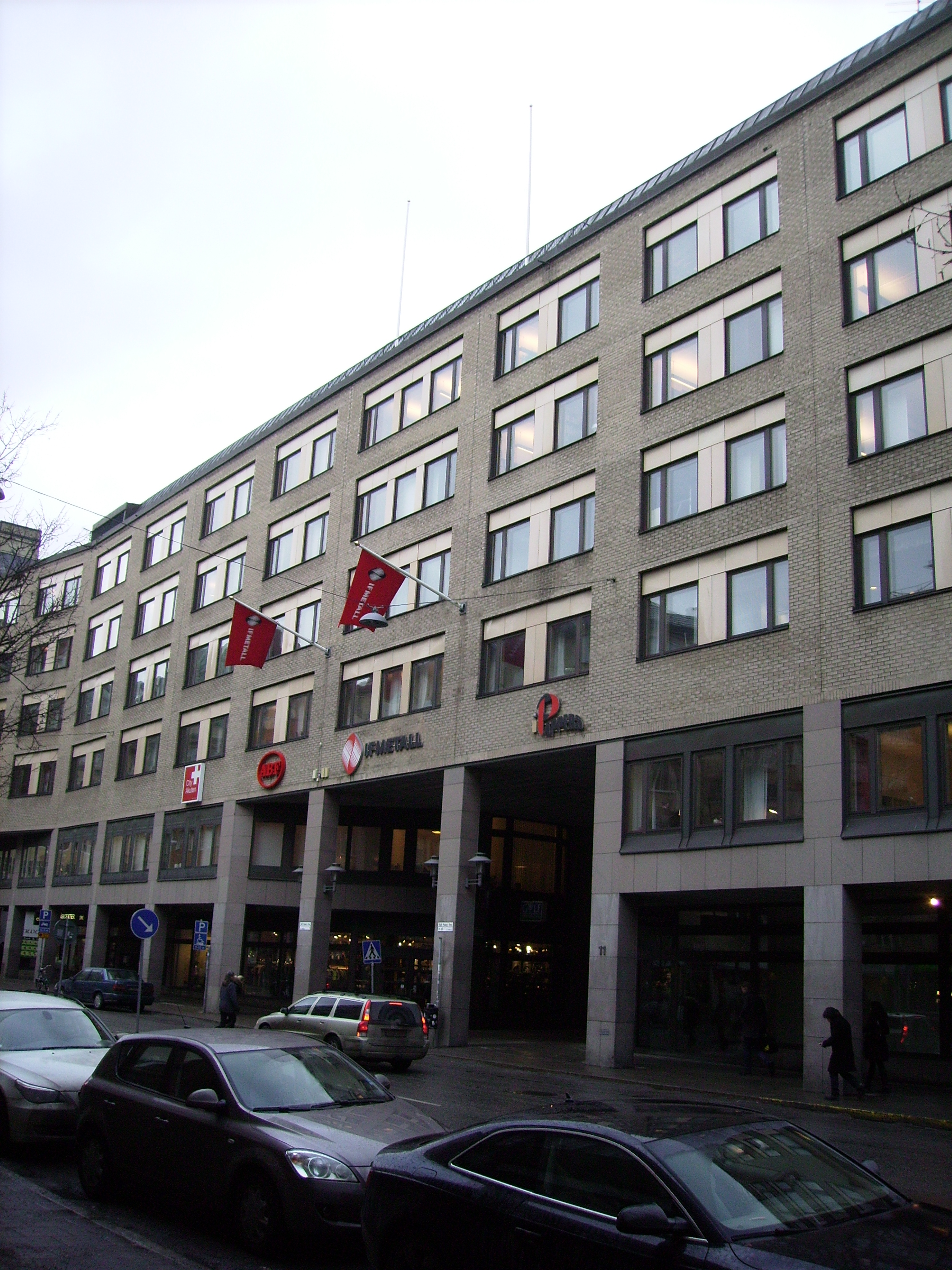
Pappers på Olof Palmes gata 11 i Stockholm

Svenska Pappersindustriarbetareförbundet, Pappers, är ett fackförbund inom LO. Förbundet bildades 1920 av arbetarna i den svenska pappers- och pappersmasseindustrin i Sverige. 
Arbetare från SPIAF var delaktiga i Ådalenhändelserna, Klemensnäs och Sandarne i början av 1930-talet.
Medlemmarna är idag organiserade i 54 lokala avdelningar, från Nymölla i söder till Kalix i norr. Flera olika yrkesgrupper är medlemmar i förbundet; snickare, målare, elektriker, verkstadsarbetare, processoperatörer, lokalvårdare med fler. Gemensamt för alla är, att de har en anställning i pappersindustrin. Det beror på att man i Sverige har en industriförbundsprincip, det vill säga att alla arbetare på en arbetsplats tillhör samma fackförening.
1980 hade förbundet 41 607 medlemmar, varav 34 202 män och 7 405 kvinnor.   Medlemsantalet har minskat och år 2020 är cirka 13 000  yrkesverksamma medlemmar.
Ordförande är sedan 2019 Pontus Georgsson.